# Macération alcoolique
La macération alcoolique est un procédé utilisé pour extraire à froid les substances aromatiques et/ou colorantes de matières solides (en général des végétaux - fruits, feuilles, graines, racines - frais ou secs) en les mettant dans de l'alcool pendant une certaine durée.
Si la macération est trop courte, les arômes ne se fixent qu'incomplètement ou en trop faible quantité, à tel point qu'on ne distinguera pas (ou pas assez) le goût du végétal. Si la macération est trop longue, le végétal peut se dégrader et apporter des goûts malvenus.